# 쓰팡구
쓰팡구(한국어: 사방구, 중국어: 四方区, 병음: Sìfāng Qū)는 중화인민공화국 산둥성 칭다오시의 현급 행정구역이다. 넓이는 35km2이고, 인구는 2007년 기준으로 390,000명이다.

## 지리
구내에는 8개의 산이 있는데 최고봉은 베이링 산(北岭山)으로 116.32m이다.
연평균 기온은 12.3℃이고 1월 평균기온은 -1.3℃, 7월 평균기온은 25℃이다.

## 행정 구역
7개 가도를 관할한다.
- 가도: 阜新路街道 , 海伦路街道 , 嘉兴路街道 , 兴隆路街道 , 水清沟街道 , 洛阳路街道 , 河西街道.